# 박민 (가수)
박민(본명: 박민섭)은 대한민국의 가수이다.

## 데뷔
- 2006년 정규 앨범 "낙타"

## 음반
- 2006년 낙타